# Baumgarten an der March
Baumgarten an der March (vagy a nemzetközi sajtóban gyakran egyszerűen Baumgarten) az ausztriai, alsó-ausztriai Weiden an der March község településrésze.

## Fekvése
A Morva (németül March) határfolyó jobb partján található. Északkeleti szomszédja Nagymagasfalu (Szlovákia), délkeleti Marchegg, nyugati Oberweiden, északnyugati pedig Zwerndorf.  

## Népesség
Lakóinak száma mindössze 192 fő.

## Az energiaiparban
Az osztrák es nyugat-európai energiaiparban azonban nagyon jelentős szerepet tölt be. 1970 óta a Nyugat-Európába tartó orosz földgáz fontos tranzitállomása. Az Ausztriát észak-déli irányban átszelő, 380 kilométer hosszú Transz-Ausztria gázvezeték keleti végpontjánál fekszik. A Nyugat-Európába tartó orosz gáznak jelenleg mintegy egyharmada az OMV vállalat baumgarteni terminálján halad keresztül. A környék kimerült gázmezőit ma nagy mennyiségű földgáz földalatti tárolására használják, ezzel segítve áthidalni a gázfogyasztás téli-nyári ingadozását.
Ha megépül az Oroszországból Európába gázt szállító Déli Áramlat vezeték, tovább nő Baumgarten fontossága, amely a vezeték európai végpontja lenne.